# 保德信大厦
保德信大厦（英語：Prudential Tower，简称The Pru）是美国波士顿的一座摩天大楼，高749英尺（228），52层，为该市高度第二的建筑物，仅次于约翰·汉考克大厦。
保德信大厦是由美国保德信金融公司兴建的。由于保德信金融与英國保誠公司名字相近，均含有，此楼有时也被误译为保诚大厦。

## 历史
保德信大厦是由查尔斯·卢克曼公司为美国保德信人寿保险公司设计，建成于1964年，包含1,200,000平方英尺（111,484平方米）的商业和零售空间。如果包括无线电桅杆，该楼高907英尺（276），名列波士顿最高建筑物，全美国高度第77名。50层的观景台称为“保德信玻璃桥”（Prudential Skywalk），是目前新英格兰向公众开放的最高的观景台，因为约翰汉考克大厦的观景台在九一一袭击事件后已经关闭。该楼52层设有一间餐厅，名为“中心之顶”（Top of the Hub）。